# 2009 DQ143
2008 LD18, também escrito como 2009 DQ143, é um objeto transnetuniano que está localizado no Cinturão de Kuiper, uma região do Sistema Solar. Ele possui uma magnitude absoluta de 8,0 e tem um diâmetro estimado com 111 km.

## Descoberta
2008 LD18 foi descoberto no dia 18 de fevereiro de 2009.

## Órbita
A órbita de 2008 LD18 tem uma excentricidade de 0,268 e possui um semieixo maior de 44,317 UA. O seu periélio leva o mesmo a uma distância de 32,450 UA em relação ao Sol e seu afélio a 56,184 UA.